# 小行星7147
小行星7147（7147 Feijth）是一颗绕太阳运转的小行星，为主小行星带小行星。该小行星于1960年9月24日发现。

## 轨道参数
小行星7147的轨道半长轴为2.4249491 UA，离心率为0.191。